# Riviera Ligure di Ponente Pigato Finalese
Il Riviera Ligure di Ponente Pigato Finalese è un vino DOC la cui produzione è consentita nella provincia di Savona.

## Caratteristiche organolettiche
- colore: giallo paglierino più o meno carico.
- odore: intenso, caratteristico, leggermente aromatico.
- sapore: asciutto, pieno, lievemente amarognolo mandorlato.

## Produzione
Provincia, stagione, volume in ettolitri
- nessun dato disponibile